# Идэ, Тикаэ
Тикаэ Идэ (яп. 井出 智香恵 Идэ Тикаэ) — японская мангака. Родилась 12 февраля 1948 года.

## Биография
Тикаэ Идэ родилась 12 февраля 1948 года в префектуре Нагано. У неё было три сестры и брат, в семье она была самой младшей из детей. С раннего детства она увлеклась чтением манги. Она читала мангу разных жанров, рассчитанную как на девочек, так и на мальчиков. В возрасте пяти лет она сама начала рисовать. Обучаясь в начальной школе, Идэ начала читать роман Агаты Кристи Убийство в «Восточном экспрессе». В дальнейшем она ознакомилась со всеми произведениями Кристи, которые впоследствии помогли ей создать успешные детективные манги. В детстве Идэ не намеревалась становиться мангакой, а хотела стать романистом. Она также хотела поступить в университет, однако её отец убедил её, что ей нужно идти работать и выходить замуж. Окончив школу, Идэ устроилась на работу в парк развлечений.
Свою карьеру мангаки Идэ начала в декабре 1966 года, нарисовав 16-страничную мангу под названием Yakko no Shindobaddo для сёдзё-журнала Ribon. Сюжет манги повествует о девушке Якко, которая в школьном фестивале играет роль Синдбада. Она оказывает помощь в поимке грабителя, после чего одноклассники начинают по-настоящему её уважать. С 1968 по 1971 год в журнале Ribon издавалась другая манга Идэ под названием Viva! Volleyball. Последующие работы Идэ публиковались во множестве других журналов, таких как Be Love, Weekly Manga Times, MAY, Mystery JOUR и других. Одной из наиболее примечательных работ Идэ стала манга Rasetsu no ie (рус. «Дом демонов»), вышедшая в публикацию в 1988 году.
Некоторые свои работы Идэ писала под псевдонимами, например, Митиру Юки и Сатоэ Номори; обычно она использовала псевдонимы в тех случаях, когда существенно меняла стиль рисунка. Работы Идэ охватывают множество различных жанров, среди которых приключения, история, романтика, ужасы и другие. Некоторые её сюжеты основаны на реальных событиях. В свободное от работы время Идэ увлекается софтболом, волейболом, теннисом, плаванием. Она также любит смотреть американские телесериалы, которые, по её словам, помогают ей с рисованием.

### Личная жизнь
С будущим мужем Тикаэ Идэ познакомилась в скоростном поезде. В возрасте 30 лет она вышла за него замуж, от этого брака имела троих детей. Необходимость ухода за детьми вынудила Идэ уделять меньше внимания работе над мангой. Однако брак не был счастливым, так как муж крайне жестоко относился к Идэ и детям, забирал себе деньги, которые она зарабатывала, тратил много денег на машины, в результате чего имел финансовые задолженности. Идэ потребовалось 10 лет, чтобы развестись с ним. Она вспоминала, что её собственный опыт семейной жизни способствовал тому, что её манга стала более реалистичной, чем другие комиксы для девушек. Старшая дочь Тикаэ Идэ, Каёно, впоследствии тоже стала мангакой.

## Оценки
Профессор Кинко Ито в своей публикации Chikae Ide — The Queen of Japanese Ladies' Comics: Her Life and Manga назвала Тикаэ Идэ одной из передовых мангак, рисующих мангу для женщин. По её словам, работы Идэ дают реальное представление о японском обществе и культуре, затрагивают различные социальные и психологические проблемы.